# Heinz-Steyer-Stadion
El Heinz-Steyer-Stadion es un estadio multiusos ubicado en la ciudad de Dresde en Alemania.

## Historia
Fue inaugurado el 12 de octubre de 1919 con el nombre Stadion am Ostragehege con capacidad para 50000 espectadores y es utilizad principalmente para partidos de fútbol y fútbol americano, además de competiciones de atletismo. En 1944 le cambian el nombre por el que tiene actualmente.
Fue el primer estadio que tuvo el Dynamo Dresden, y lo utilizaron en su primera aparición en la Copa de Ferias cuando enfrentó al Rangers FC de Escocia. La capacidad del estadio fue reducida a 5000 para partidos de fútbol desde los años 1930 y fue utilizado en cuatro ocasiones por Selección de Alemania Oriental.